# Le Seigneur des anneaux : La Quête d'Aragorn
Le Seigneur des anneaux : La Quête d'Aragorn est un jeu vidéo d'action-aventure développé par Headstrong Games sur Wii et TT Fusion sur PlayStation 2, PlayStation 3, PlayStation Portable et Nintendo DS. Sorti fin 2010, c'est le premier jeu tiré du Seigneur des anneaux édité par Warner Bros. Interactive Entertainment, qui succède à Electronic Arts comme détenteur de la licence.

## Système de jeu
Le joueur contrôle Aragorn en vue à la troisième personne, principalement pour des combats à l'épée, mais également durant des séquences de combat monté, de tir à l'arc et de combat à la lance.
Les versions Wii et PlayStation 3 incluent un mode coopératif, dans lequel un deuxième joueur peut à tout moment rejoindre le jeu en incarnant Gandalf. Ce mode est absent des autres versions du jeu, qui contiennent en revanche un mode arène qui n'est pas présent sur Wii ou PS3.
La version PS3 est compatible avec le PlayStation Move.

## Synopsis
Le jeu débute quinze ans après la guerre de l'Anneau, dans la Comté. Samsagace Gamegie, devenu le maire de Hobbitebourg, raconte à ses enfants l'histoire d'Aragorn, que le joueur incarne. Le jeu suit en grande partie la trame de l'adaptation cinématographique de Peter Jackson, mais inclut également des éléments issus du livre original de J. R. R. Tolkien, ainsi que des quêtes secondaires inventées pour les besoins du jeu.

## Développement
Annoncé pour fin 2009, La Quête d'Aragorn sort finalement un an plus tard, en septembre 2010.

## Accueil critique
Les critiques du jeu sont mitigées.